# Resolutie 38 Veiligheidsraad Verenigde Naties
Resolutie 38 van de Veiligheidsraad van de Verenigde Naties was de eerste resolutie in 1948 en werd op 17 januari aangenomen. Negen leden stemden voor, geen enkel lid stemde tegen en twee, Oekraïne en de Sovjet-Unie, onthielden zich. De resolutie riep India en Pakistan zich terughoudend op te stellen en te proberen de situatie met betrekking tot Kasjmir te verbeteren.

## Achtergrond
Al lange tijd waren er spanningen tussen de moslimmeerderheid en de hindoeminderheid in Kasjmir, het gebied op de grens met India, Pakistan en China.
Na de deling van India en de aansluiting van Kasjmir bij India, ontstond een conflict over het gebied tussen India en Pakistan.
Op 6 januari had de Veiligheidsraad de VN-vertegenwoordigers van beide landen uitgenodigd om, zonder stemrecht, deel te nemen aan de discussie over de kwestie.

## Inhoud
De Veiligheidsraad had de verklaringen van de vertegenwoordigers van India en Pakistan over de situatie in Kasjmir gehoord. De Raad erkende de dringendheid van de situatie. Er werd verwezen naar een telegram dat de Veiligheidsraad op 6 januari naar de presidenten van beide partijen had verzonden en hun antwoord waarin ze bevestigden het Handvest van de Verenigde Naties te willen naleven.
De Veiligheidsraad riep India en Pakistan op om alles te doen, inclusief publieke oproepen, om de situatie te verbeteren en geen uitspraken of handelingen te doen die de situatie konden doen verergeren. Verder werd gevraagd dat beide landen de Veiligheidsraad onmiddellijk op de hoogte zouden brengen als er zich grote veranderingen in de situatie zouden voordoen.
Lijst ·  38 ·  39 ·  40 ·  41 ·  42 ·  43 ·  44 ·  45 ·  46 ·  47 ·  48 ·  49 ·  50 ·  51 ·  52 ·  53 ·  54 ·  55 ·  56 ·  57 ·  58 ·  59 ·  60 ·  61 ·  62 ·  63 ·  64 ·  65 ·  66